# Teaca, Bistrița-Năsăud
Teaca (în dialectul săsesc Tekenderf, în germană Teckendorf, Tekendorf, în maghiară Teke) este satul de reședință al comunei cu același nume din județul Bistrița-Năsăud, Transilvania, România.

## Toponimie
De-a lungul timpului localitatea a purtat mai multe nume cum ar fi: Teke (1318), Opidum Teke (1446), Vilia Theke (1464), Tyaka (1808), Tekendorf (1854).

## Așezare geografică
Teaca este situată pe DN 15A Reghin-Bistrița, la 25 km de Reghin și la 33 km de Bistrița, pe cursul superior al râului Dipșa.

## Istorie
Săpăturile arheologice atestă atât satul Teaca, cât și localitățile componente, ca datând încă din perioada neoliticului.
 Zona a fost populată de sași pe la 1161-1241. Localitatea Teaca este atestată documentar din 1318 sub numele Theke, când comitele de Alba Iulia, la data de 14.10.1318, raportează regelui Carol Robert că moșia Șoimuș (Stupini) a dat-o magistratului Petru. Cu ducerea la îndeplinire a ordinului fost încredințat parohul Eberhard din Teke (Teaca). Teaca a fost posesiune a  mai multor familii nobiliare. În anul 1403  și-a început activitatea școala din localitate. Cu îngăduința lui Ladislau I al Ungariei, din 1486 a devenit târg și tot atunci groful Mihály Szobi eliberează iobagii din sat. Târgul a devenit renumit pentru pescuit și viticultură, berea fiind însă interzisă pentru comercializare. În timpul reformei religioase, maghiarii au trecut la calvinism, iar sașii la luteranism, între cele două culte legându-se o alianță pentru conducerea târgului. Inițial alianța a fost condusă de maghiarii calvini, dar pentru următori 300 de ani au preluat-o sașii luterani.
În 1610 Giorgio Basta a dat foc așezării. În secolele XVII-XVIII târgul a aparținut familiei nobiliare maghiare Wass. Un ordin regal de cavalerie a fost așezat aici pentru apărare, în 1764 și a rămas aici 100 de ani. Iezuitul Mathias Schmidt înființează în 1771 o parohie romano-catolică, la care au aderat o parte din calvinii maghiari, însă fără succes pentru sașii luterani, care s-au opus revenirii la Biserica Catolică. Cu ajutorul autorităților imperiului austriac, Michael Groh înlătură vechea conducere a târgului și impune conducerea bisericii catolice, iar păstorii români și țiganii așezați la periferie s-au alăturat bisericii catolice maghiare. Maghiarii calvini rămași fideli protestantismului și-au întemeiat, ulterior, și ei, o biserică separată de cea a catolicilor maghiari, în anul 1791.
În 1805 orașului avea 8 preoți, 429 de țărani liberi, 74 de văduve, 21 de țigani și 11 jeleri români. Cele patru grupuri etnice au trăit izolate geografic, pe străzi (vecinătăți) diferite, până la al Doilea Război Mondial.
În 1843 se deschide prima farmacie din târg. La revoluția din 1848 românii au tăbărât în târg, alături de o parte dintre sașii din legiunea săsească. Autoritățile târgului de atunci au solicitat părăsirea Comitatului Cluj în 1850 și au cerut integrarea în Districtul Bistriței.
În 1860 evreii așezați aici au reușit să-și închege o comunitate, iar în anul 1884 și-au permis să aducă primul Rabin. În 1876, românii de aici și-au înființat o parohie greco-catolică, ulterior, intre 1928-1931, ridicându-și biserică de zid cu hramul "Sfânta Treime" (în prezent deținută de ortodcoși, care au preluat-o, după interzicerea din 1948 a confesiunii greco-catolice de către autoritățile comuniste)
În perioada interbelică Teaca a fost sediul plășii Teaca, cu 23 de sate în componență.

## Demografie
În 1896 avea 2.360 locuitori dintre care 1.126 de germani, 599 de maghiari, 451 de români, 184 de evrei, armeni și alții. În 1941 avea 2.935 locuitori dintre care 1.110 de maghiari, 928 de români, 745 de germani, 139 romi, 12 de evrei și un sârb. La recensământul din 2002 avea o populație de 2.089 locuitori dintre care: 1.369 români, 484 maghiari, 196 țigani și 40 germani
Componența etnică a satului Teaca (1896)
     Germani (55,6%)
     Maghiari (26,5%)
     Români (10,6%)
     Alții (7,3%)
Componența etnică a satului Teaca (1941)
     Maghiari (37,84%)
     Români (31,61%)
     Germani (25,38%)
     Romi (4,73%)
     Alții (0,44%)
Componența etnică a satului Teaca (2002)
     Români (65,5%)
     Maghiari (23,2%)
     Romi (9,4%)
     Germani (1,9%)

## Economie
- Pomicultura și viticultura.
- Creșterea animalelor.
- Vechi centru de cojocărit (din 1580), cunoscut pentru cojoacele și pieptarele decorate floral.

## Transporturi
Între Teaca și Lechința a existat o cale ferată cu ecartament îngust, azi se numeste Mocanita Transilvaniei, a implinit 100 de ani la 16 august 2015 si mai are 35 de km din cei 100 de km initiali.

## Lăcașuri de cult
- Biserica Lutherană, biserică lutherană, stil arhitectonic gotic, din a doua jumătate a sec al 14-lea ce are și elemente arhitectonice romanice, azi nefolosită. Biserica a fost reconstruită de mai multe ori. Zidul fortificației din jurul bisericii a fost dărâmat în 1870.
- Biserica Nașterea Maicii Domnului, biserică ortodoxă, din lemn, construita între 1705-1703, pictura făcuta in 1791 distrusa in 1921 cand au vrut sa schimbe acoperisul, o ploaie in timpul lucrarilor a distrus pictura interioara au fost refacute cateva parti ale bisericii prin anii 1925.
- Biserica Sf. Arhangheli, biserică ortodoxă, construită în 1834, ctitorie a preotului paroh STEFAN MOLDOVAN protopopul de FĂRĂGĂU, jud. MUREȘ, si din materiale recuperate de la o altă biserică atestată in anul 1607, a cărei Sfântă Masă a Altarului, făcută din trunchiul unui bâtrân stejar, se află și in zilele noastre (2009) în actuala biserică parohială "Sf. Treime".
- Biserica Reformată din 1843
- Biserica Ortodoxă "Sf. Treime", construită între 1928-1931 ca biserică parohială greco-catolică, preluată spre folosință după 1948, până în prezent, de Biserica Ortodoxă Română.
- Biserica Catolică, din localitatea Archiud, stil baroc

## Personalități
- Francisc Păcurariu (1920– 1997), ambasador, romancier, poet
- Jékey Aladár (1846–1919), poet maghiar, a lucrat la Teaca 1877 și 1886. Unul din fondatorii Erdélyi Magyar Közművelődési Egyesület.

## Vezi și
- Biserica evanghelică C.A. din Teaca

## Galerie de imagini

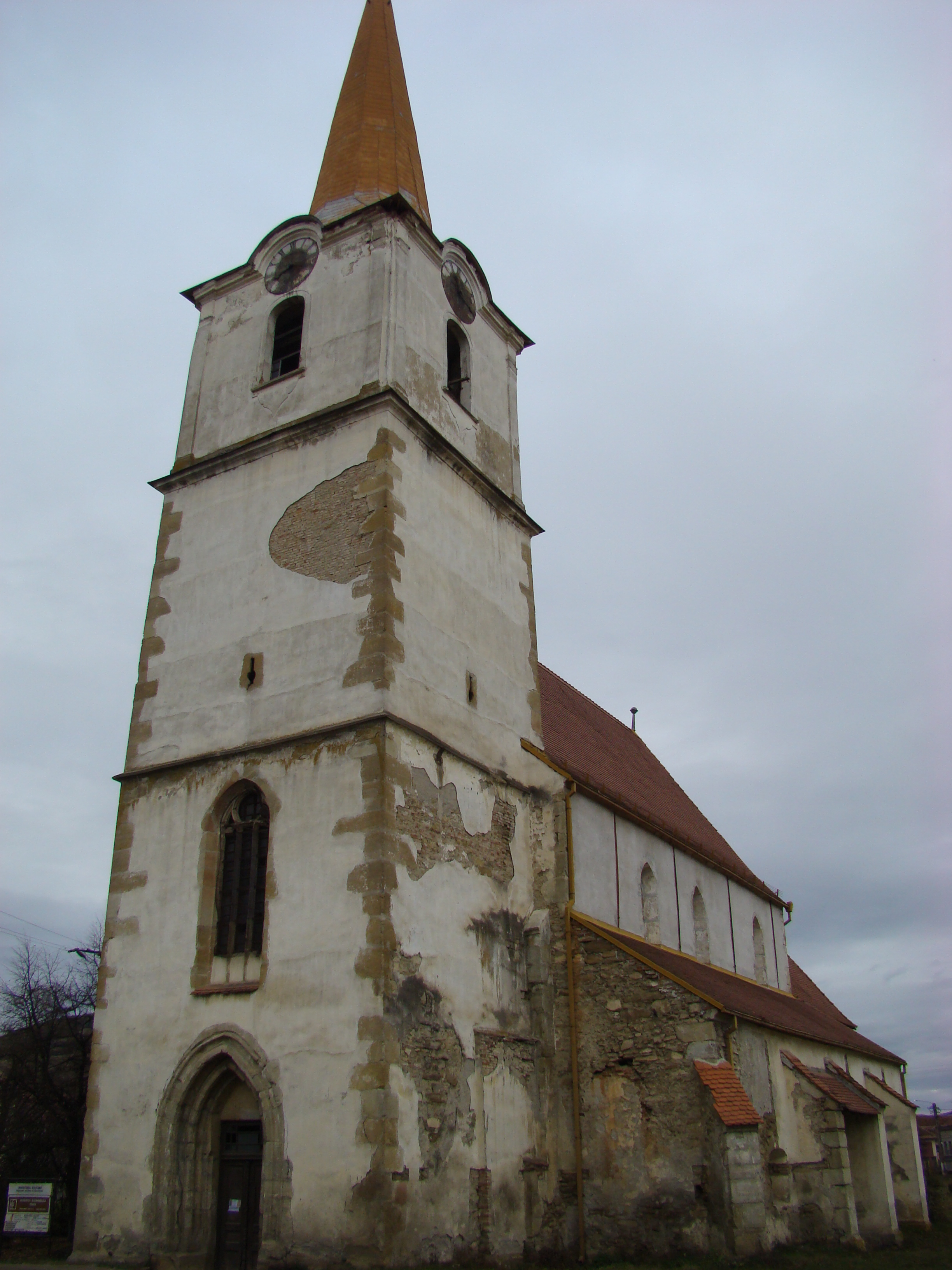
Biserica evanghelică, sec. XIV-XIX
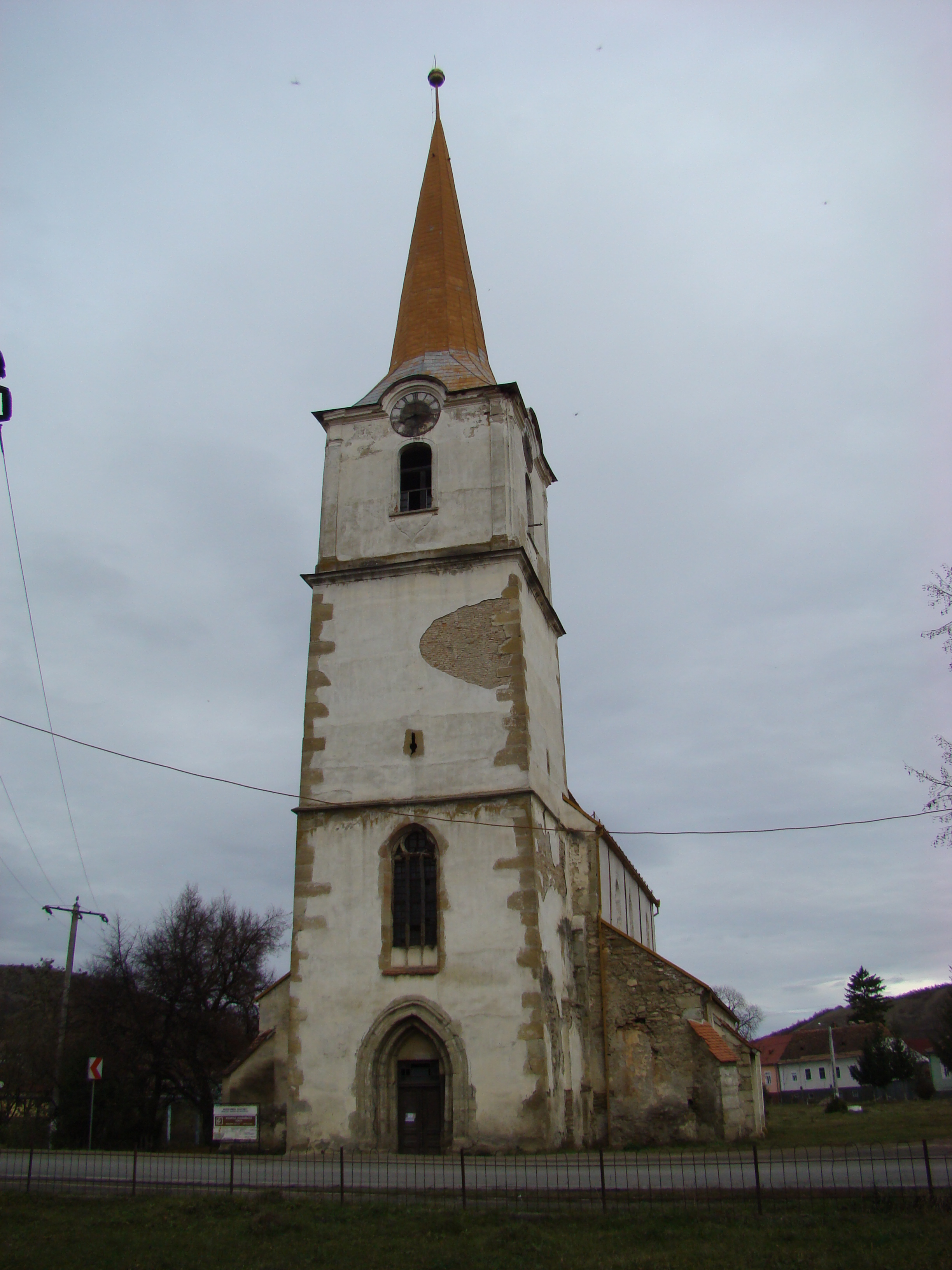
Biserica evanghelică, sec. XIV-XIX
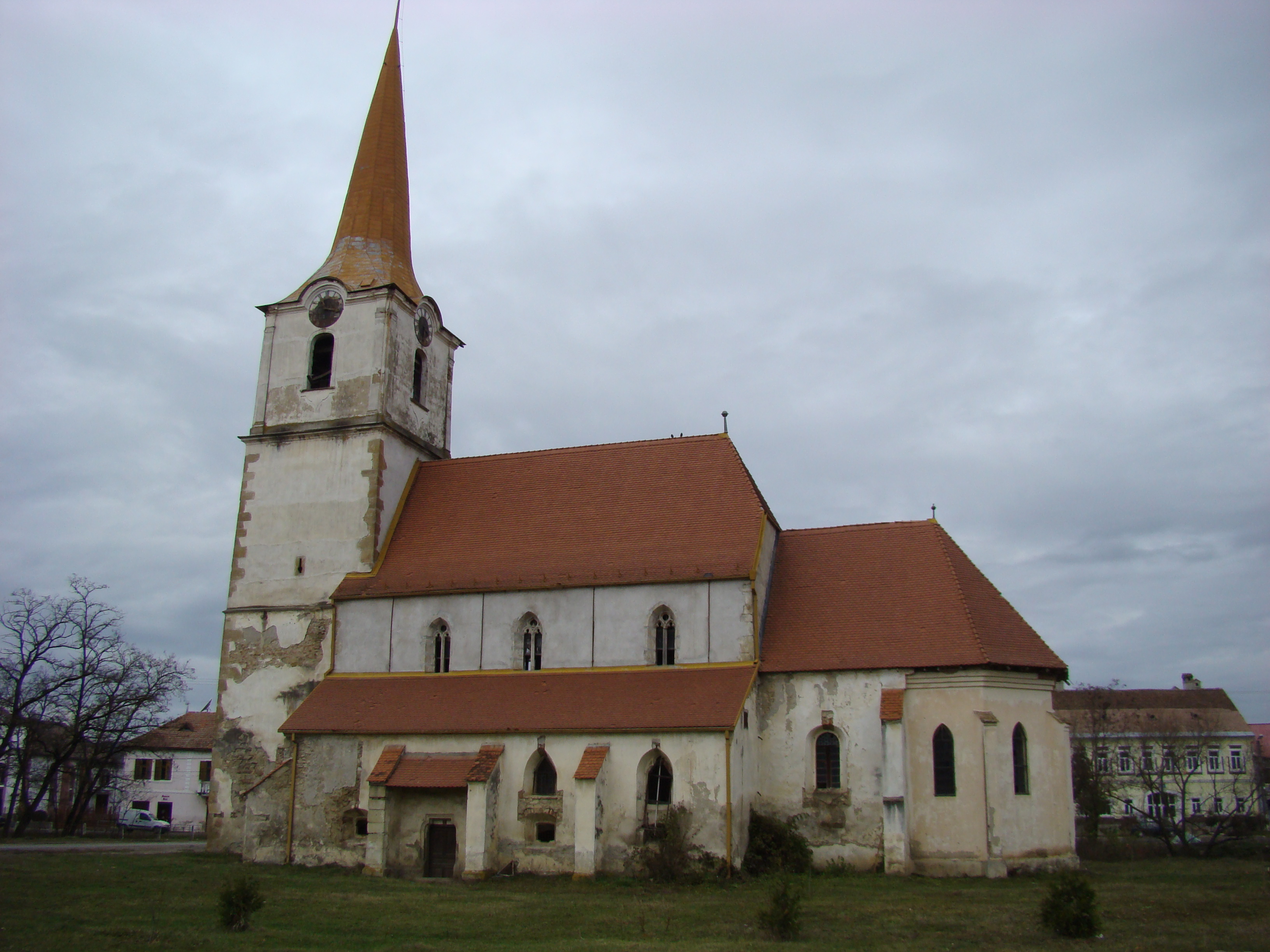
Biserica evanghelică, sec. XIV-XIX
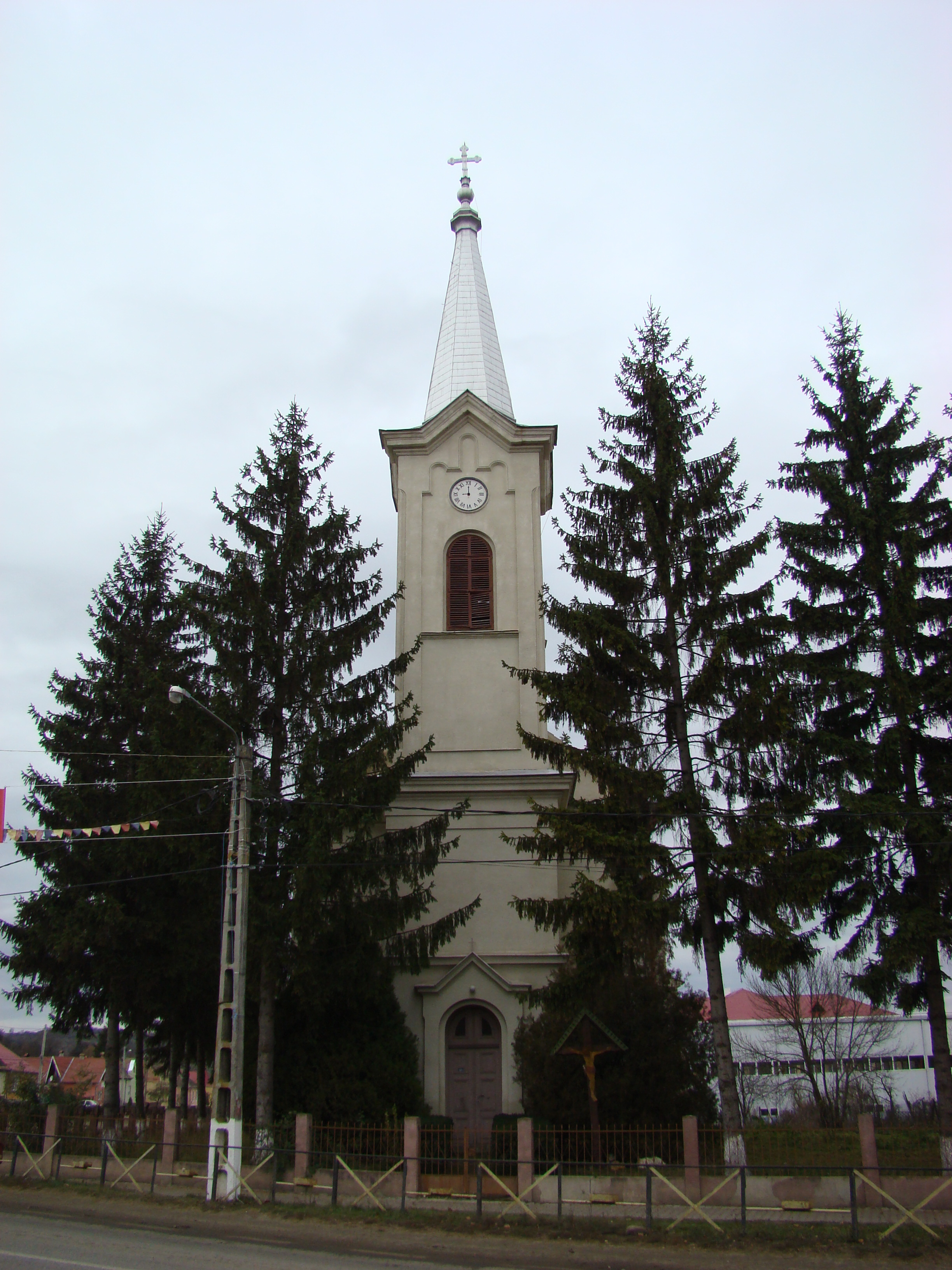
Biserica romano-catolică
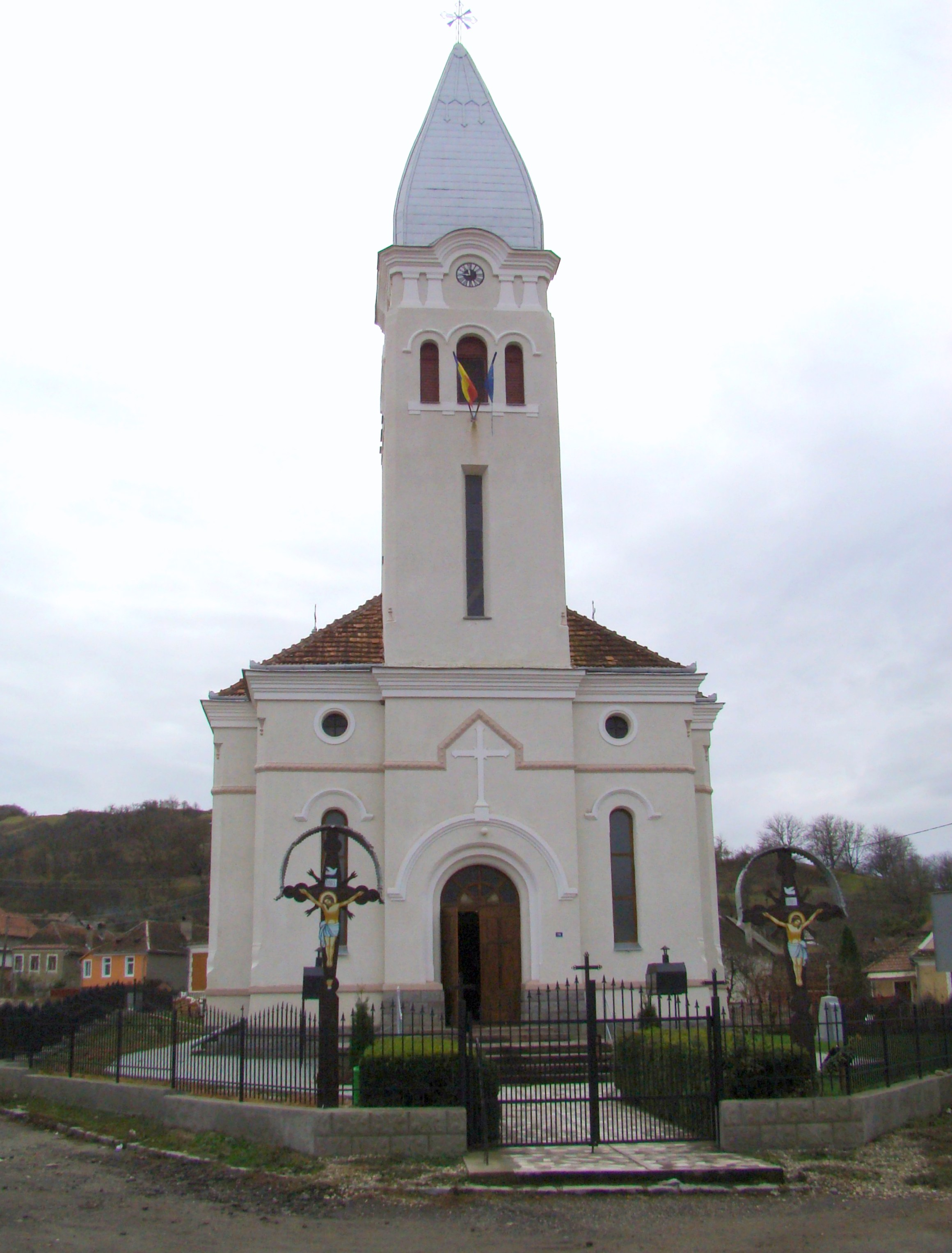
Vechea biserică greco-catolică "Sf. Treime", azi ortodoxă
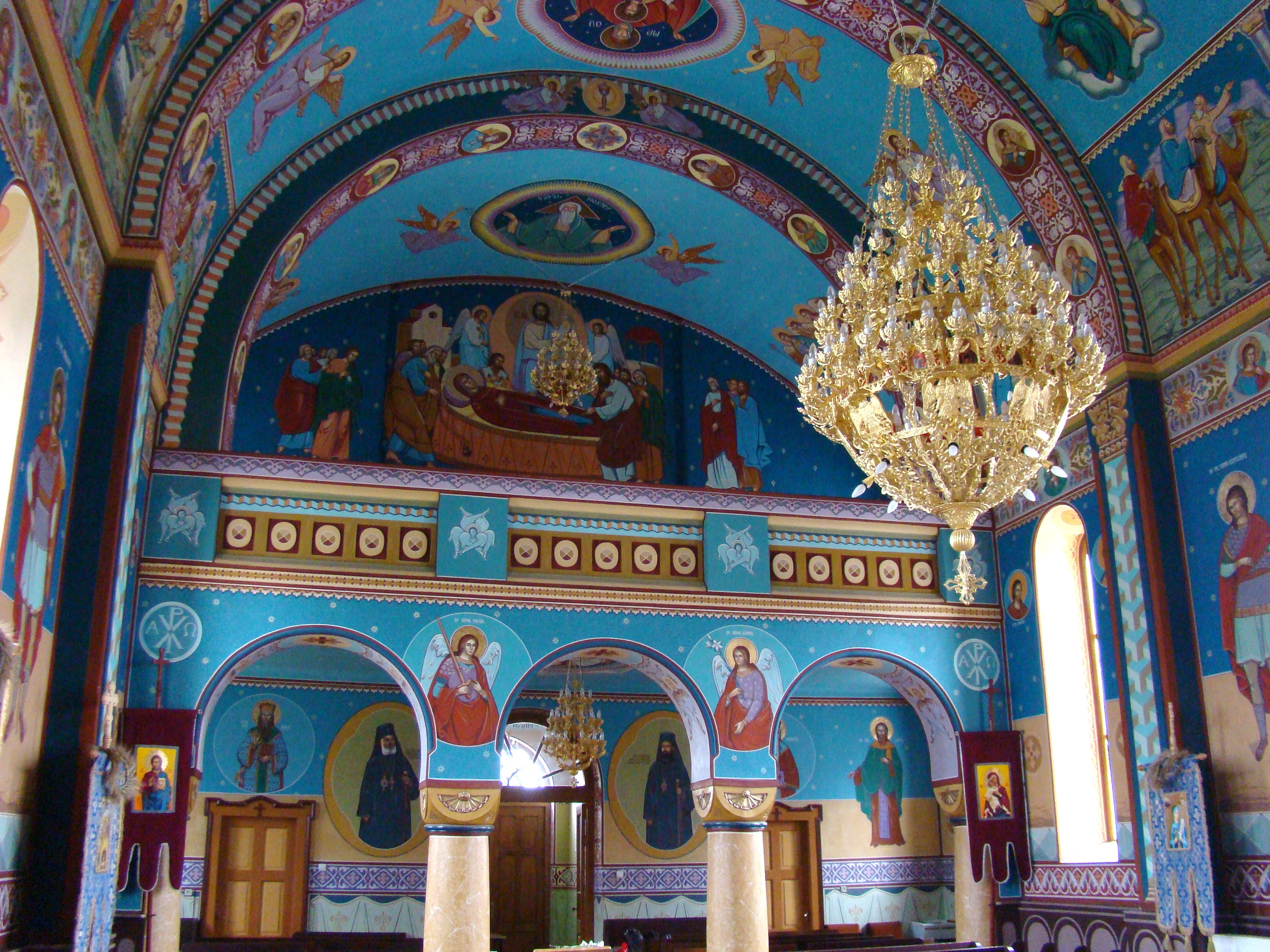
Pictura nouă
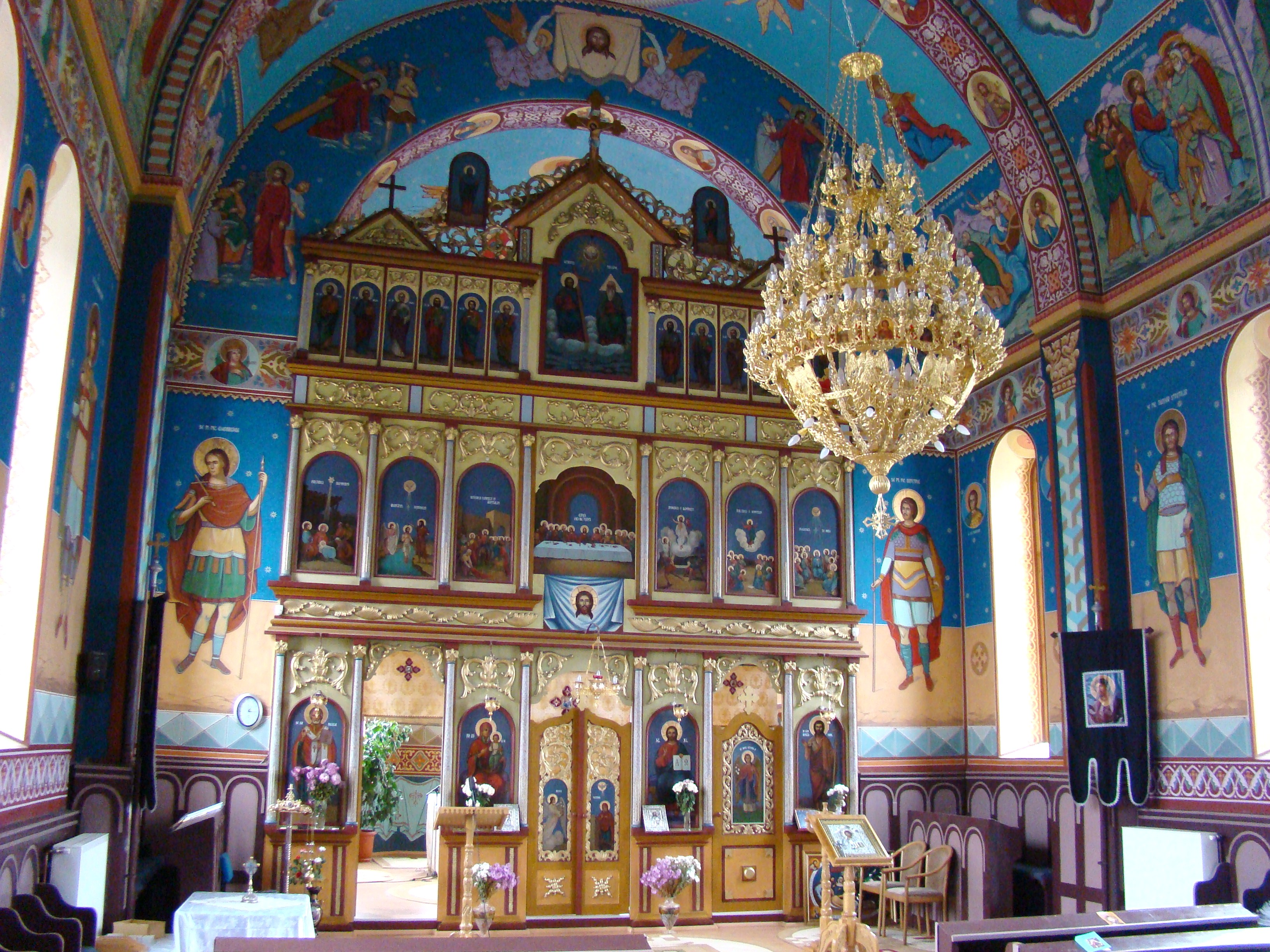
Iconostasul
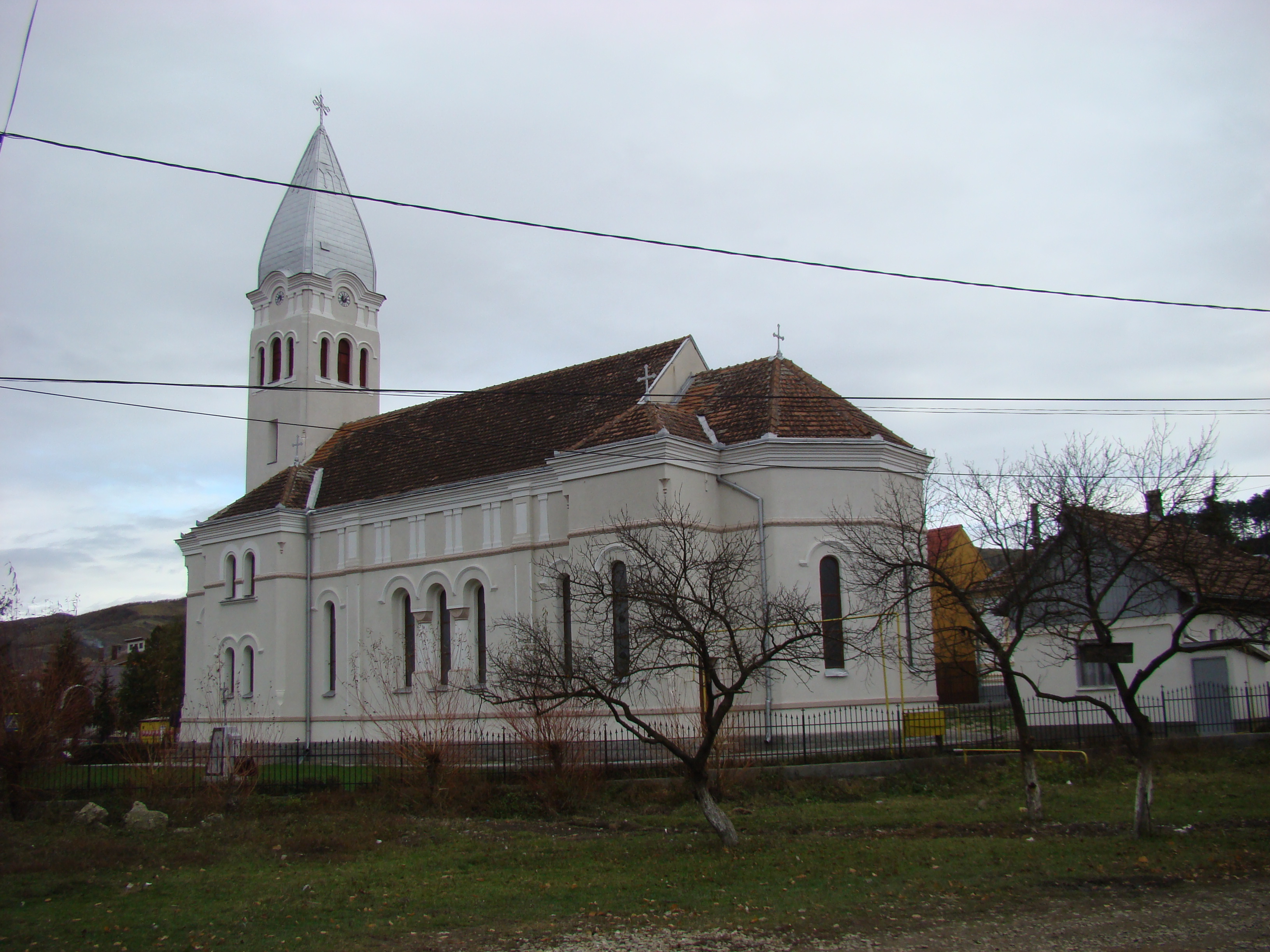
Vechea biserică greco-catolică "Sf. Treime", azi ortodoxă
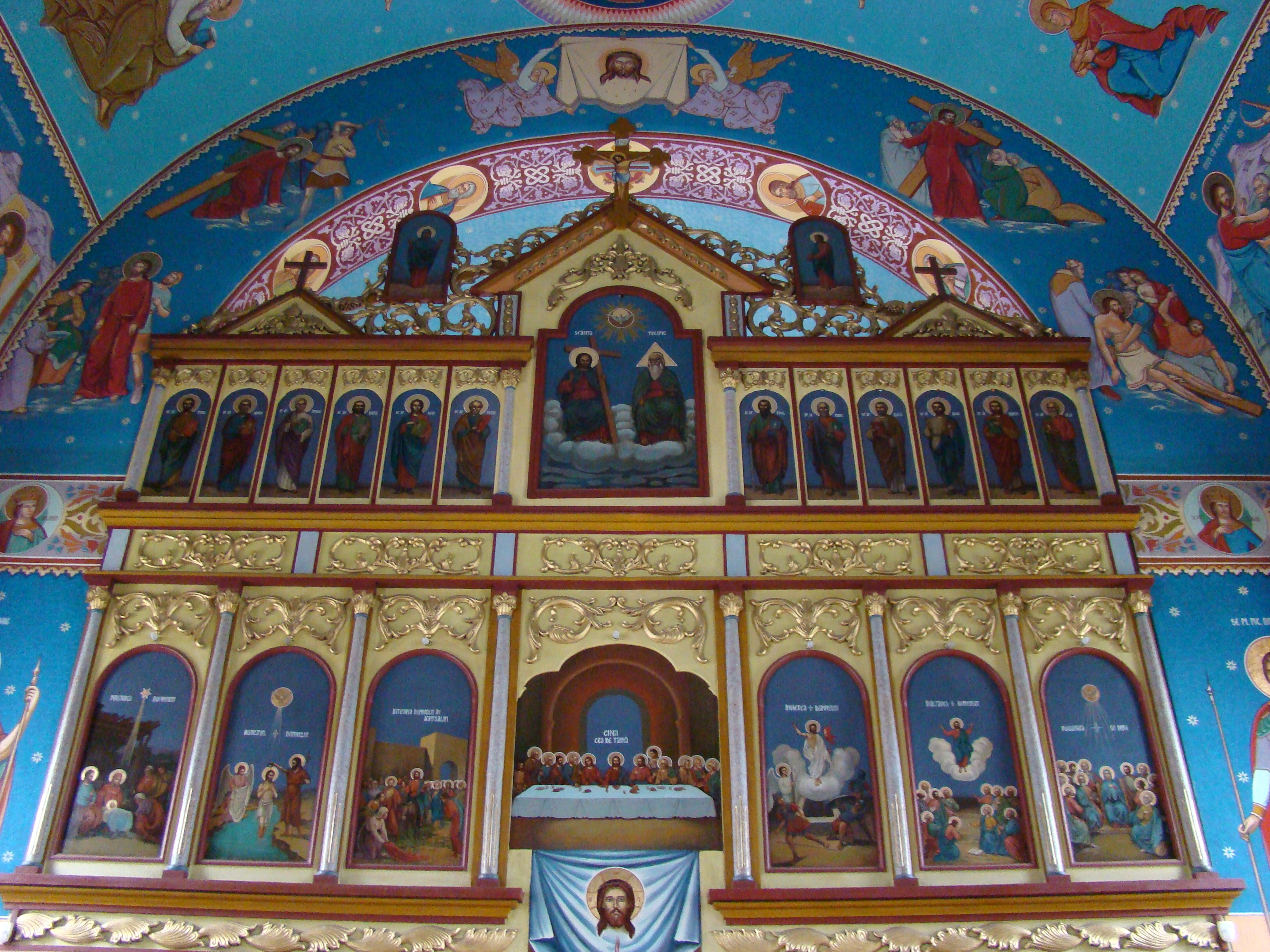
Iconostasul
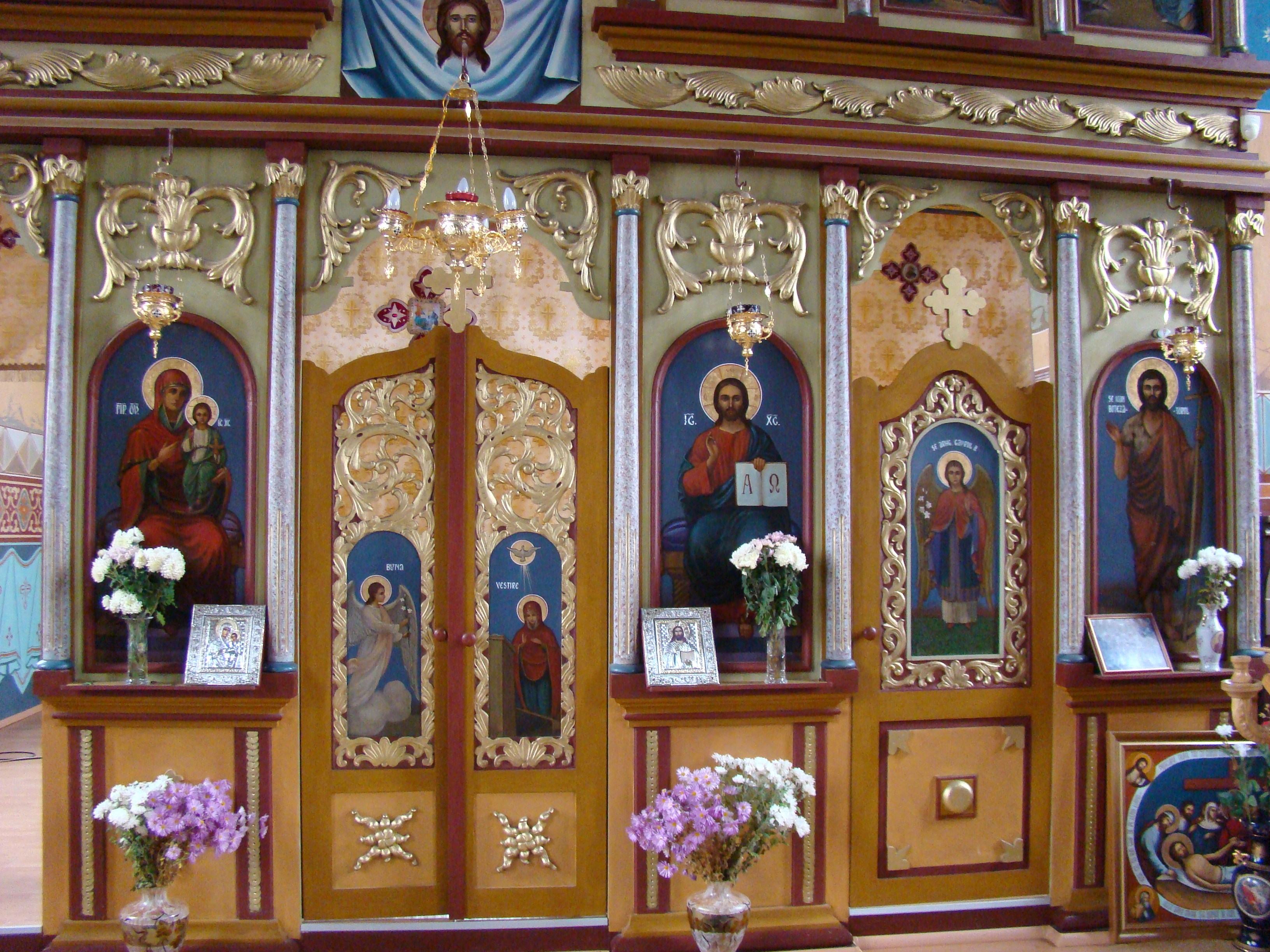
Ușile împărătești
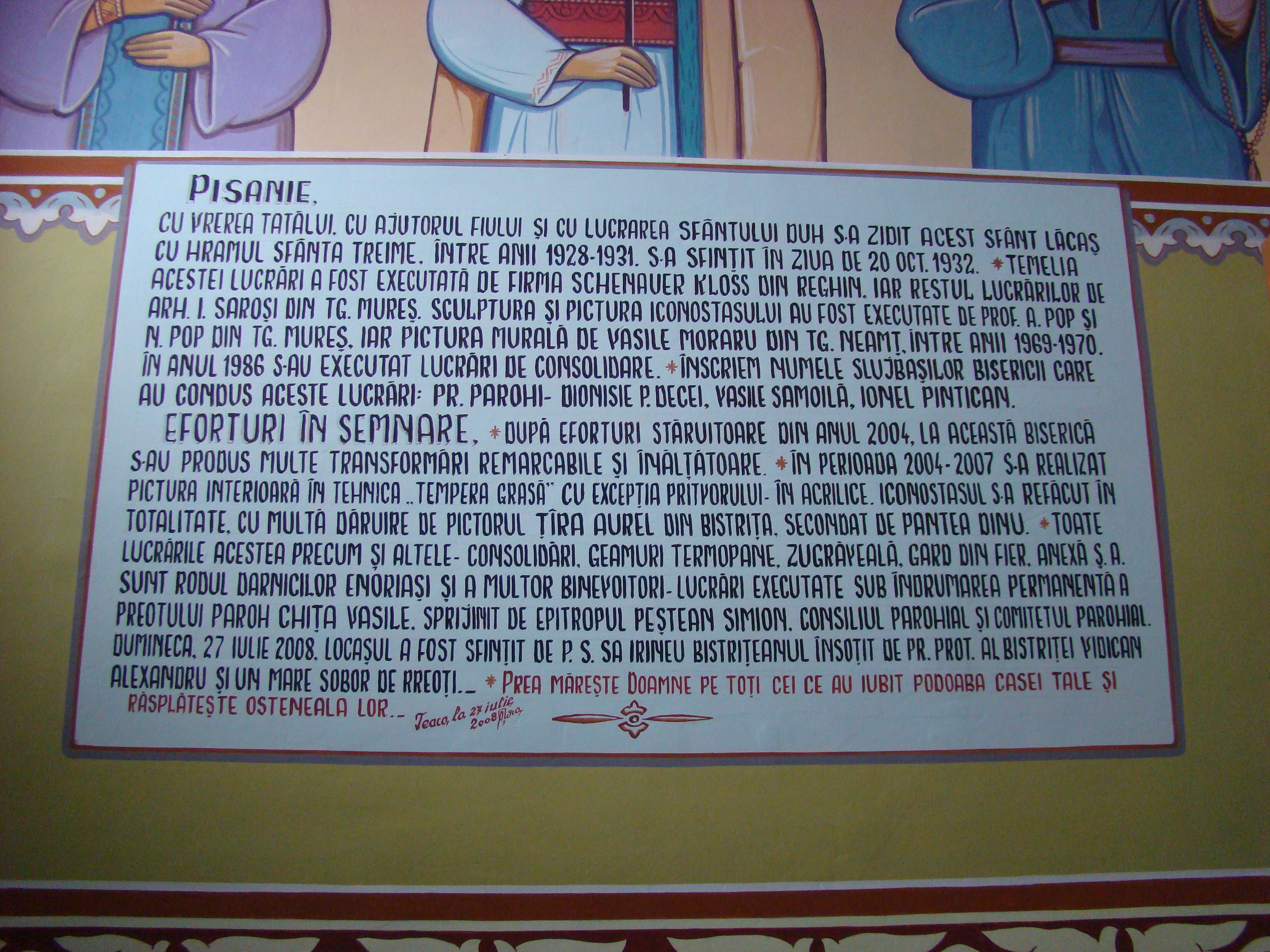
Pisania nouă, 2008
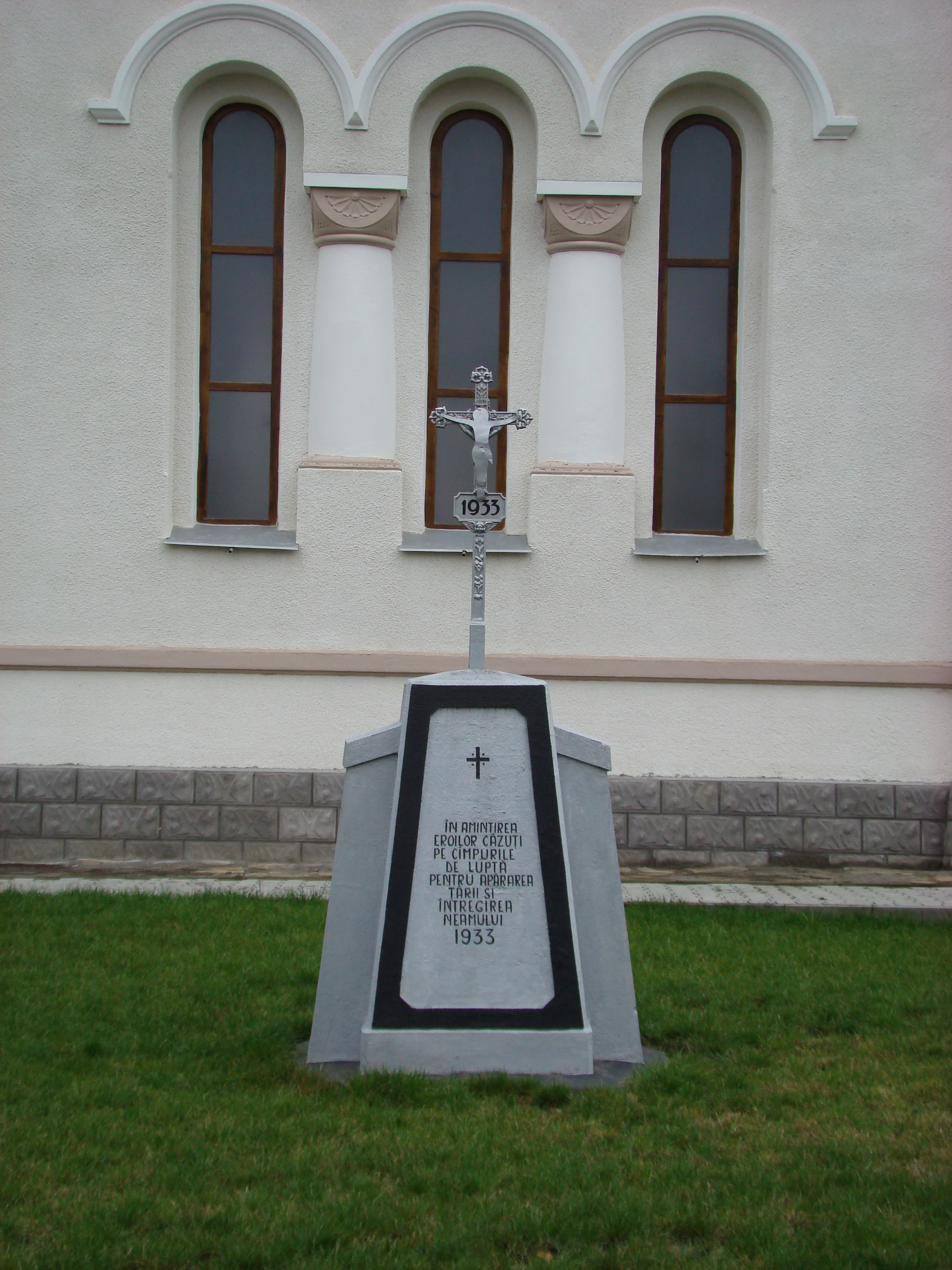
Monumentul Eroilor